# Kurohyo: Ryu ga Gotoku Shinsho
Kurohyō: Ryū ga Gotoku Shinshō (яп. クロヒョウ　龍が如く新章 Курохё: — рю: га готоку синсё:, «Чёрная пантера: Новая глава „Подобного дракону“») — видеоигра, спин-офф серии игр Yakuza, выпущенная только для портативной консоли PlayStation Portable.

## Сюжет
Молодой человек по имени Укио Татсуя, стоящий на учёте в полиции после некоторого инцидента уходит из школы. Вися на шее у сестры, Татсуя тратит свободное время на хулиганство и уличные драки с беспризорниками.
В один дождливый день, Татсуя со смелым планом в уме отправляется ограбить ростовщиков, предположительно работающих на китайскую мафию, посредством их запугивания именем местного клана якудзы. Ворвавшись в здание, Татсуя представляется как член Тоджо-клана, однако оказывается, что офис на самом деле и принадлежит одноимённой группировке. Глава компании, Тода Наоки, представляется как член семьи Куки из Тоджо-клана и пытается собственноручно разобраться с героем. Несмотря на всю плачевность ситуации, Татсуя выходит победителем в не равном бою. Опьянённый победой, Татсуя гордо смеется. Кровь Тоды начинает растекаться по полу.
Молодой человек не заметил, что пересёк черту, которую не должен был, и его затягивает на тёмную сторону района Камурочо.

## Геймплей
Всего в игре есть три вида геймплея:
- Tag Match (рус. Тег матч) — бой два на два. Ключевым моментом здесь является помощь вашего товарища по команде, чтобы определить, когда вы должны сосредоточиться на нападение противника или когда вы должны помочь вашему товарищу по команде.
- Dogeza Battle (рус. Битва Догеза) — сражение от 2 до 4 игроков.
- Team Battle (рус. Командная битва) — два игрока создют команду, состоящую из пяти бандитов. Первая команда, которая побеждает три раза, выигрывает.

## Саундтрек
Kurohyo: Ryu ga Gotoku Shinsho Original Soundtrack (яп. クロヒョウ 龍が如く 新章 オリジナルサウンドトラック Курохё Рю: га Готоку Синсё Оридзинару Саундоторакку) был выпущен в Японии 6 октября 2010 года. Альбом содержит 30 треков.
| №   | Название                       | Музыка                    | Длительность |
| --- | ------------------------------ | ------------------------- | ------------ |
| 1.  | «Dawn of violence»             | Мицухару Фукуяма          | 1:16         |
| 2.  | «Die anyway»                   | Хидэнори Сёдзи            | 2:25         |
| 3.  | «Violence with violence»       | Hyd Lunch                 | 1:16         |
| 4.  | «Angry man»                    | Сатиэ Сугавара            | 0:45         |
| 5.  | «Hideout»                      | Сатиэ Сугавара            | 1:11         |
| 6.  | «DIGITALIZED»                  | skankfunk                 | 2:12         |
| 7.  | «Kingdom of the massacre»      | Хидэнори Сёдзи            | 2:16         |
| 8.  | «Dead Corps»                   | Ицуки Онаги               | 2:04         |
| 9.  | «Underground Dazzling „Ghost“» | Хидэнори Сёдзи, EIJI      | 2:06         |
| 10. | «Love Theme»                   | Сатиэ Сугавара            | 0:50         |
| 11. | «Kill city»                    | Hyd Lunch                 | 1:29         |
| 12. | «Skirmish „Diablo“»            | Хидэнори Сёдзи, Ёсио Цуру | 1:50         |
| 13. | «YOUR KNIFE FEELS GOOD»        | skankfunk                 | 3:12         |
| 14. | «Death in the eye»             | Кэнтаро Исии              | 1:44         |
| 15. | «Communications Battle»        | Кодзи Киносита            | 1:17         |
| 16. | «Communication fight»          | wall5                     | 2:15         |
| 17. | «Karate Monster»               | wall5                     | 1:46         |
| 18. | «THE NAKED PANTHER»            | skankfunk                 | 2:09         |
| 19. | «Beat it! And Chase!»          | Сатиэ Сугавара            | 1:39         |
| 20. | «SO UNUSUAL»                   | skankfunk                 | 2:09         |
| 21. | «Shadow demon»                 | Сатиэ Сугавара            | 0:59         |
| 22. | «Revenge of the father»        | Эйго Нацуи                | 1:44         |
| 23. | «Certain Billionaire»          | Сатиэ Сугавара            | 1:33         |
| 24. | «Stupid Mad dog»               | Сатиэ Сугавара            | 1:52         |
| 25. | «Lonely mercenary»             | Сатиэ Сугавара            | 2:03         |
| 26. | «Iron Champion»                | Сатиэ Сугавара            | 2:11         |
| 27. | «Fatal battle»                 | Hyd Lunch                 | 1:43         |
| 28. | «Dangerous tough guys»         | Сатиэ Сугавара            | 2:12         |
| 29. | «Endless Battle»               | Сатиэ Сугавара            | 2:05         |
| 30. | «Exit Song»                    | Hyd Lunch                 | 4:36         |

## Сиквел
Игра Kurohyou 2: Ryu ga Gotoku Ashura-hen (яп. クロヒョウ2　龍が如く 阿修羅編 Черная пантера: Подобный дракону, история Асюры) была анонсирована в 2011 году для консоли PlayStation Portable. Игра была выпущена в Японии 22 марта 2012 года.